# Preghiera di Manasse
La preghiera di Manasse (anche detta orazione di Manasse, Re di Giuda) è una breve preghiera penitenziale contenuta nell'antica versione greca della Bibbia detta Settanta. È un'opera pseudoepigrafa attribuita a Manasse re di Giuda (687-642 a.C.), e la sua composizione trae spunto da un episodio narrato nel Secondo libro delle cronache (v. 2Cr33,18). È stata composta nella diaspora ebraica probabilmente nel II-I secolo a.C. o nei primi secoli dell'era cristiana.
Il più antico testo greco è il Codex Alexandrinus del V secolo. Sopravvivono anche alcuni testi siriaci: nella Biblioteca Meficeo-Laurenziana di Firenze (9aI), nella Didascalia Apostolorum (specialmente 10DI e 13DI), nella Biblioteca Pubblica Statale Saltykov-Shchedrin di Leningrado (Syr. Ms., Nuova Serie 19, abbreviato come 10tI).
Ricorre anche nella Didascalia siriaca del III secolo e nelle Costituzioni apostoliche; un parallelo interessante si trova anche a Qumran in un salmo apocrifo molto frammentario (4Q38), databile paleograficamente alla metà del I sec. a.C.
Nelle attuali versioni della Settanta è inclusa in Odi come capitolo 12.
È considerata canonica dalle Chiese ortodosse, mentre per le altre confessioni cristiane rappresenta un apocrifo dell'Antico Testamento.

## Ritrovamento archeologico
Il 30 agosto 2004 a Hierapolis di Frigia (Turchia), alcuni archeologi dell'Università Cà Foscari di Venezia hanno ritrovato su una parete nascosta di una stanza sotterranea di una casa privata un'iscrizione risalente al V - VI secolo, recante il testo greco della preghiera di Manasse. Si trattava probabilmente di un testo parietale per l'esercizio del rito della penitenza, forse davanti a un monaco 'confessore', oppure rimanderebbe a un rituale esorcistico.